# Storia della fotografia

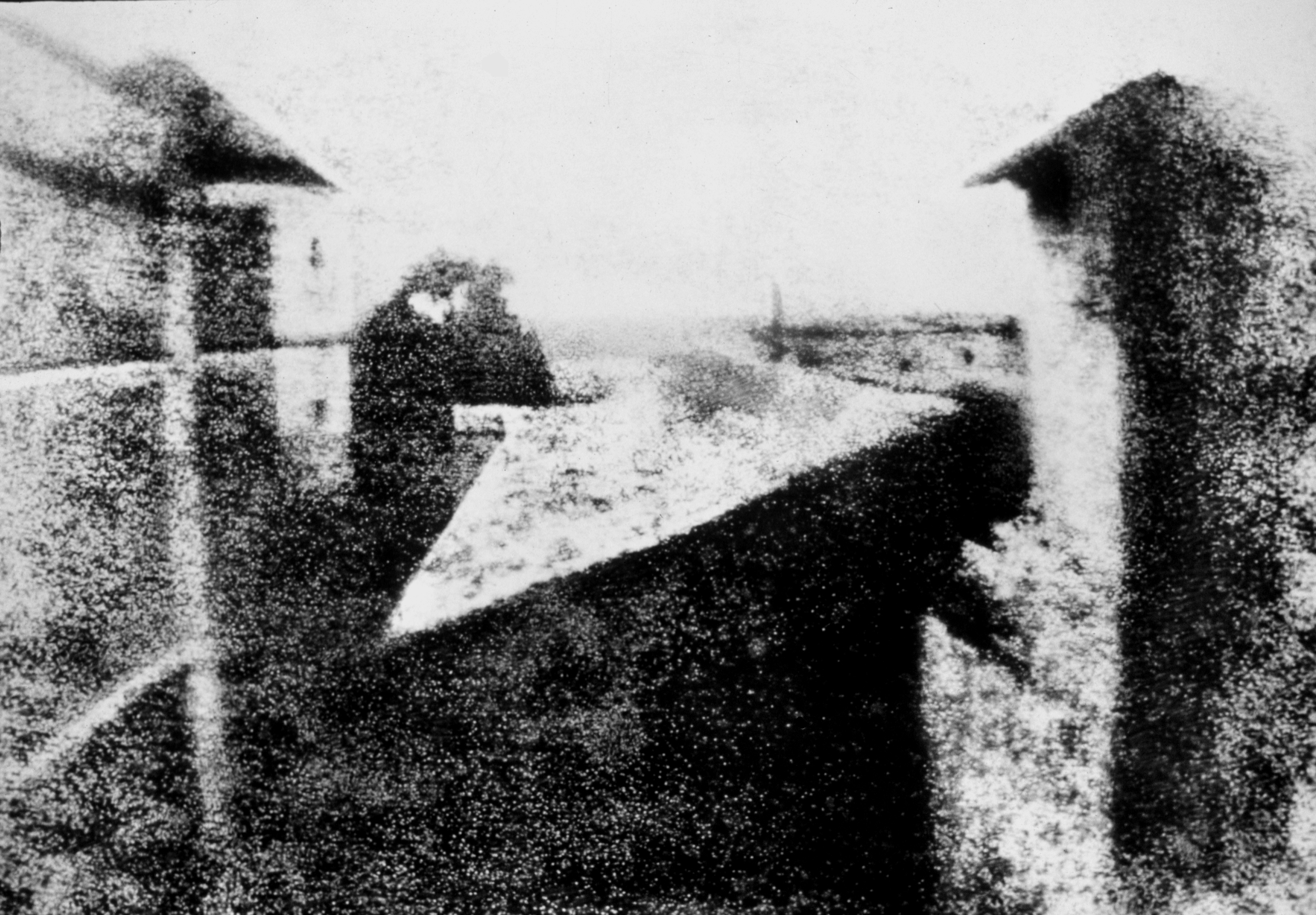
Eliografia, "Veduta della finestra a Le Gras" di Joseph Niépce, 1827

La fotografia è nata nel 1826 con la "Veduta della finestra a Le Gras" ad opera di Joseph Nicéphore Niépce. La storia della fotografia descrive le vicende che portarono alla realizzazione di uno strumento capace di registrare il mondo e di catturare un momento preciso grazie all'effetto della luce e della messa in luce di problemi relativi al concetto di osservazione istantanea, utilizzando l'idea di realizzare il divenire di una forma in immagine iniziata già nell'antica Grecia per lo più in ambito accademico aristotelico e platonico,: è con la fotografia con i suoi primordi, camere ottiche, concetti geometrici, che si concretizzò agli inizi dell'800 e si sviluppò arrivando alla riproduzione del colore e all'utilizzo di supporti digitali, imponendosi inoltre come mezzo artistico capace di supportare e affiancare le altre arti visuali che nel frattempo seppero dotarsi di generi e scuole.
La fotografia si è affermata nel tempo dapprima come procedimento di raffigurazione del paesaggio e dell'architettura, poi come strumento per ritrarre la nascente borghesia e il popolo. La diffusione sempre maggiore del mezzo fotografico portò ad uno sviluppo della sensibilità estetica e all'indagine artistica del nuovo strumento, consentendone l'accesso nelle mostre e nei musei. Ebbe inoltre un ruolo fondamentale nello sviluppo del giornalismo e nel reportage e il miglioramento della tecnologia ne contribuì l'estensione anche nella cattura di immagini dello spazio e della macrofotografia micromondo.

## Origini

### Le origini della fotocamera
Già il filosofo Aristotele osservò, che la luce, passando attraverso un piccolo foro, proiettava un'immagine circolare. Lo studioso arabo Alhazen Ibn Al-Haitham (prima del 1039) riportando Aristotele, definì la scatola  "camera oscura". Nel 1515 Leonardo da Vinci, studiando la riflessione della luce sulle superfici sferiche, descrisse una camera oscura che chiamò "Oculus Artificialis" (occhio artificiale), la cosiddetta camera oscura leonardiana, al cui modello applicò una lente. Un apparecchio del genere, usato per studiare l'eclissi solare del 24 gennaio 1544, fu illustrato dallo scienziato olandese Rainer Geinma Frisius.
A Gerolamo Cardano fu da attribuirsi, nel 1550, l'utilizzo pratico di una cappella convessa per aumentare la luminosità dell'immagine, mentre il veneziano Daniele Barbaro, nel 1568, utilizzò una sorta di diaframma di diametro inferiore a quello della lente per ridurre le aberrazioni.

### Materiale sensibile
Catturare la luce richiese però la comprensione dei materiali fotosensibili, che, anche se conosciuti fin dal Medioevo, non furono studiati a fondo fino al 1727, quando lo scienziato tedesco Johann Heinrich Schulze, durante alcuni esperimenti con carbonato di calcio, acqua regia, acido nitrico e argento, scoprì che il composto risultante, fondamentalmente nitrato d'argento, reagiva alla luce. Si accorse che la sostanza non si modificava se esposta alla luce del fuoco (ortocromatismo, contrapposto a pancromatismo ), ma diveniva rosso scura se colpita dalla luce del sole, esattamente come per la maggior parte delle pellicole e carte in bianco e nero diffuse fino alla prima metà del Novecento e basate sugli alogenuri argentici non modificati. Ripeté l'esperimento riempiendo una bottiglia di vetro che, dopo l'esposizione alla luce, si scurì solo nel lato illuminato. Chiamò la sostanza scotophorus, portatrice di tenebre. Una volta pubblicati, gli studi di Schulze provocarono fermento nell'ambiente della ricerca scientifica.

### Studi su possibili protofotografie
Una corrente minoritaria di ricercatori e storici sostiene che vi fu un utilizzo al di fuori della semplice copia per pittura, realizzando fotografie prima del XIX secolo; Nicholas Allen, studioso di storia dell'arte, ha sostenuto che la Sindone di Torino sia una protofotografia rudimentale medievale, risalente al XIII secolo (come da datazione del carbonio 14) e ritraente un busto o un modello umano, realizzata su lino con il cloruro d'argento che è fotosensibile. Secondo Allen la camera oscura sarebbe nota e usata fin dall'antichità dai pittori per ricalcare le immagini reali, e anche Platone vi farebbe allusione nel mito della caverna. Il filosofo, teologo e alchimista del XIII secolo Alberto Magno per alcuni sarebbe già stato in grado di produrre un manufatto protofotografico, in quanto tra i primi a intuire le proprietà fotosensibili del nitrato d'argento.

## Storia e progresso della fotografia
Nei primi anni dell'Ottocento Thomas Wedgwood, ceramista inglese di quel tempo, sperimentò l'utilizzo del nitrato d'argento, prima rivestendone l'interno di recipienti ceramici, poi immergendovi dei fogli di carta o di cuoio esposti poi alla luce dopo avervi deposto degli oggetti. Si accorse che dove la luce colpiva il foglio, la sostanza si anneriva, mentre rimaneva chiara nelle zone coperte dagli oggetti. Queste immagini, però, non si stabilizzavano e perdevano rapidamente contrasto se mantenute alla luce naturale, mentre riposti all'oscuro potevano essere viste alla luce di una lampada (a olio) o di una candela. Utilizzò anche il cuoio come materiale e sistemò dei fogli sensibilizzati all'interno di una camera oscura senza però ottenere alcun risultato. A causa della salute cagionevole non poté proseguire negli studi che nel 1802 l'amico Sir Humphry Davy descrisse sul "Journal of the Royal Institution of Great Britain", annotando però che non era stato compreso il meccanismo per interrompere il processo di sensibilizzazione. La corrispondenza con James Watt, fa ritenere che nel 1790 - 1791 avvenne la prima impressione di un'immagine chimica su carta.

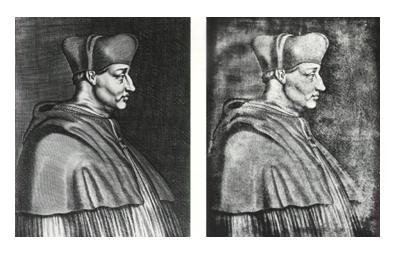
Cardinale Georges I d'Amboise
A sinistra l'incisione originale del 1650, a destra la copia in eliografia del 1826 di Niépce

Joseph Nicéphore Niépce si interessò della recente scoperta della fotografia e approfondì gli studi alla ricerca di una sostanza che potesse impressionarsi alla luce in maniera esatta mantenendo il risultato nel tempo. Il 5 maggio 1826, Joseph Niépce scrisse al fratello Claude del suo ultimo esperimento, un foglio bagnato di cloruro d'argento ed esposto all'interno di una piccola camera oscura. L'immagine risultante apparì invertita, con gli oggetti bianchi su fondo nero. Questo negativo non soddisfece Niépce, che proseguì la ricerca di un procedimento per ottenere direttamente il positivo.
Scoprì che il bitume di Giudea era sensibile alla luce e lo utilizzò nel 1822 per produrre delle copie di una incisione del cardinale di Reims, Georges I d'Amboise. Il bitume di Giudea è un tipo di asfalto normalmente solubile all'olio di lavanda, che una volta esposto alla luce indurisce. Niépce cosparse una lastra di peltro con questa sostanza e vi sovrappose l'incisione del cardinale. Dove la luce riuscì a raggiungere la lastra di peltro attraverso le zone chiare dell'incisione, sensibilizzò il bitume, che indurendosi non poté essere eliminato dal successivo lavaggio con olio di lavanda. La superficie rimasta scoperta venne scavata con la tecnica dell'acquaforte e la lastra finale poté essere utilizzata per la stampa.
Niépce chiamò questo procedimento eliografia e lo utilizzò anche in camera oscura per produrre dei positivi su lastre di stagno. Dopo l'esposizione alla luce e il successivo lavaggio per eliminare il bitume non sensibilizzato, utilizzò i vapori di iodio per annerire le zone lavate dal bitume. A causa della lunghissima esposizione necessaria, fino a otto ore, le riprese all'esterno furono penalizzate dalla luce solare che, cambiando orientamento, rese l'immagine irreale. Maggior successo ebbero le eliografie con luce controllata, ovvero in interni, e su lastre di vetro.
Nel 1827, durante il viaggio verso Londra per trovare il fratello Claude, Niépce si fermò a Parigi e incontrò Louis Jacques Mandé Daguerre: quest'ultimo era già stato informato del lavoro di Niépce dall'ottico Charles Chevalier, fornitore per entrambi di lenti per la camera oscura. Daguerre era un pittore parigino di discreto successo, conosciuto principalmente per aver realizzato il diorama, un teatro che presentava grandi quadri e giochi di luce, per cui Daguerre utilizzava la camera oscura per assicurarsi una prospettiva corretta.
A Londra Niépce presentò l'eliografia alla Royal Society, che non accettò la comunicazione perché Niépce non volle rivelare tutto il procedimento. Tornò a Parigi e si mise in contatto con Daguerre, con il quale concluse nel dicembre 1829 un contratto valido dieci anni per continuare le ricerche in comune. Dopo quattro anni, nel 1833, Niépce morì senza aver potuto pubblicare il suo procedimento. Il figlio Isidore prese il posto nell'associazione con Daguerre, ma non fornì alcun contributo, tanto che Daguerre modificò il contratto e impose il nome dell'invenzione in dagherrotipia, anche se mantenne il contributo di Joseph Niépce. Isidore firmò la modifica pur ritenendola ingiusta. Il nuovo procedimento era molto diverso rispetto a quello originario preparato da Joseph Niépce, quindi si può ritenere in parte corretta la rivendicazione di Daguerre.

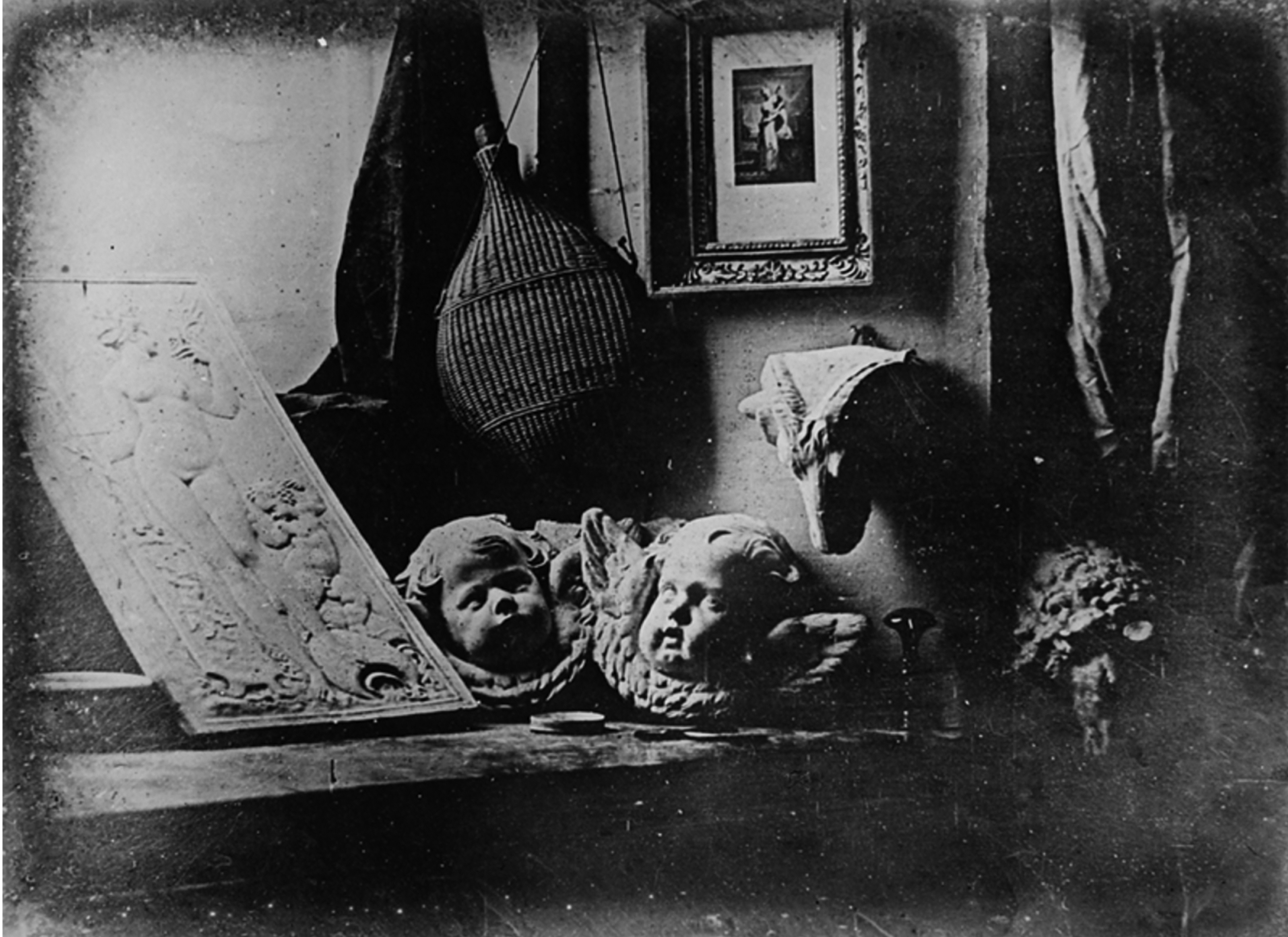
Natura morta, dagherrotipo del 1837, ad opera di Louis Daguerre

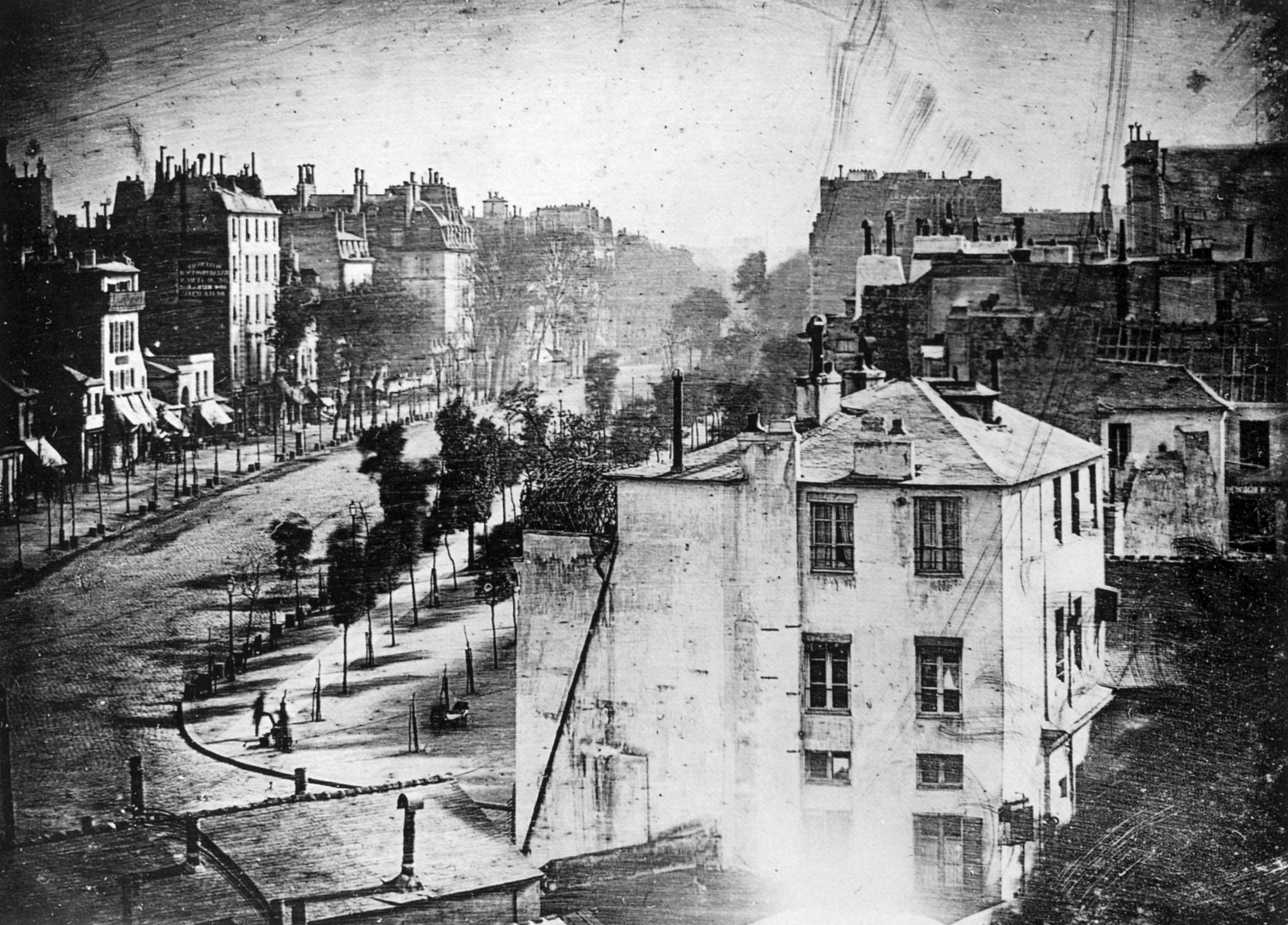
Louis Daguerre: Boulevard du Temple, 1838. Il tempo di esposizione di 10 minuti rende visibile solo un uomo che si fa lucidare le scarpe

Nel 1837 la tecnica raggiunta da Daguerre fu sufficientemente matura da produrre una natura morta di grande pregio. Daguerre utilizzò una lastra di rame con applicata una sottile foglia di argento lucidato, che posta sopra a vapori di iodio reagiva formando ioduro d'argento. Seguì l'esposizione alla camera oscura dove la luce rendeva lo ioduro d'argento nuovamente argento in un modo proporzionale alla luce ricevuta. L'immagine non risultava visibile fino all'esposizione ai vapori di mercurio. Un bagno in una forte soluzione di sale comune fissava, seppure non stabilmente, l'immagine.
In cerca di fondi, Daguerre fu contattato da François Arago, che propose l'acquisto del procedimento da parte dello Stato. Il 6 gennaio 1839 la scoperta di una tecnica per dipingere con la luce fu resa nota con toni entusiastici sul quotidiano Gazette de France e il 19 gennaio nel Literary Gazette. Di recente, tuttavia, è stato accertato che le prime indiscrezioni erano apparse sui giornali francesi già alla fine del 1838.
Il procedimento venne reso pubblico il 19 agosto 1839, quando, in una riunione dell'Accademia delle Scienze e dell'Accademia delle Belle arti, venne presentato nei particolari tecnici all'assemblea e alla folla radunatesi all'esterno. Arago descrisse la storia e la tecnica legata al dagherrotipo, inoltre presentò una relazione del pittore Paul Delaroche, in cui furono esaltati i minuziosi dettagli dell'immagine e dove si affermò che gli artisti e gli incisori non erano minacciati dalla fotografia, anzi potevano utilizzare il nuovo mezzo per lo studio e l'analisi delle vedute. La relazione terminò con il seguente appunto di Delaroche:
(Paul Delaroche)
Daguerre pubblicò un manuale (Historique et description des procédés du dagguerréotype et du diorama) tradotto ed esportato in tutto il mondo, contenente la descrizione dell'eliografia di Niépce e i dettagli della dagherrotipia. Con il cognato Alphonse Giroux, Daguerre si accordò per la fabbricazione delle camere oscure necessarie. Costruite in legno, furono provviste delle lenti acromatiche progettate da Chevalier nel 1829. Questi obiettivi avevano una lunghezza focale di 40,6 cm e una luminosità di f/16, il costo si aggirava intorno ai 400 franchi. Anche se il procedimento fu reso pubblico in Francia, Daguerre acquisì un brevetto in Inghilterra, con il quale impose delle licenze per l'utilizzo della sua scoperta.
Gran parte dei primi ritratti arrivati ai giorni nostri sono proprio dagherrotipi, come quello ad Hannah Stilley Gorby: la donna nata nell'anno più remoto ad esser stata immortalata.
In Italia i primi esperimenti di fotografia sono condotti da Enrico Federico Jest, insieme al figlio Alessandro e Antonio Rasetti, nell'ottobre del 1839 con un macchinario di loro costruzione basato sui progetti di Daguerre. Le prime fotografie italiane sono vedute della Gran Madre, di Piazza Castello e di Palazzo Reale, tutte a Torino.
In Cina, è bene sottolinearlo, più o meno contestualmente, l'élite culturale non rimane del tutto insensibile all'indagine fotografica. La testimonianza più eloquente è il cantonese Zou Boqi (1819-1869) che è stato, con ogni probabilità, un letterato, esponente della classe dirigente cinese, matematico particolarmente versato alla cartografia, con uno spiccato interesse verso la scienza tecnologica e soprattutto i nuovi sistemi riferibili alla visione. Egli in concomitanza alla pubblicazione delle scoperte compiute in Occidente, realizza quella che viene considerata la prima fotocamera cinese, così come testimoniano anche diverse fonti locali sulle teorie della fotografia, risalenti attorno al 1840.

### I procedimenti alternativi
La notizia apparsa sul Gazette de France e sul Literary Gazette destò l'interesse di alcuni ricercatori che stavano lavorando nella stessa direzione. Tra questi William Fox Talbot, che si affrettò a rendere pubbliche le sue scoperte, documentando esperimenti risalenti al 1835. Si trattava di un foglio di carta immerso in sale da cucina e nitrato d'argento, asciugato e coperto con piccoli oggetti come foglie, piume o pizzo, quindi esposto alla luce. Sul foglio di carta compariva il negativo dell'oggetto che il 28 febbraio 1835 Talbot intuì come trasformare in positivo utilizzando un secondo foglio in trasparenza. Utilizzò una forte soluzione di sale o di ioduro di potassio che rendeva meno sensibili gli elementi d'argento per rallentare il processo di dissoluzione dell'immagine. Chiamò questo procedimento calotipia o talbotipia, che utilizzò già nell'agosto del 1835 per produrre delle piccole immagini di 6,50 cm² della sua tenuta di Lacock Abbey mediante camera oscura.
Il 25 gennaio 1839 Talbot presentò le sue opere alla Royal Society, seguite da una lettera ad Arago, Biot e Humboldt per rivendicare la priorità su Daguerre. Il 20 febbraio fu letta una relazione che rese chiari alcuni aspetti tecnici, al punto da rendere replicabile la procedura.
Insieme a Talbot, anche Sir John Herschel, all'oscuro delle sperimentazioni dei colleghi, utilizzò i sali d'argento ma, grazie alle precedenti esperienze con l'iposolfito di sodio che si accorse sciogliere l'argento, ottenne un fissaggio migliore proprio utilizzando questa sostanza. Ne parlò a Talbot e insieme pubblicarono la scoperta che venne subito adottata anche da Daguerre. La sostanza cambiò in seguito nome in tiosolfato di sodio, anche se rimase conosciuta come iposolfito. Ad Herschel venne attribuita anche l'introduzione dei termini fotografia, negativo e positivo.
Hippolyte Bayard presentò il suo procedimento nel giugno del 1839 attraverso quella che sarebbe stata la prima mostra della storia. Convinto ad aspettare a divulgare il suo procedimento chiamato "positivo diretto", Arago, raggirando Bayard, favorì l'amico Daguerre che presentò il 19 agosto il suo dagherrotipo. Bayard, allora, resosi conto di essere stato raggirato, reagì con ironia realizzando un autoritratto fingendosi morto annegato con allegata una irriverente didascalia.
Tra i procedimenti e varianti minori ricordiamo inoltre quello dello scozzese Mungo Ponton, che utilizzò il più economico bicromato di potassio come sostanza fotosensibile, e quelli di Hércules Florence e Hans Thøger Winther che rivendicavano rispettivamente negli anni 1833 e 1826 degli esperimenti fotografici con esito positivo.

## La diffusione iniziale

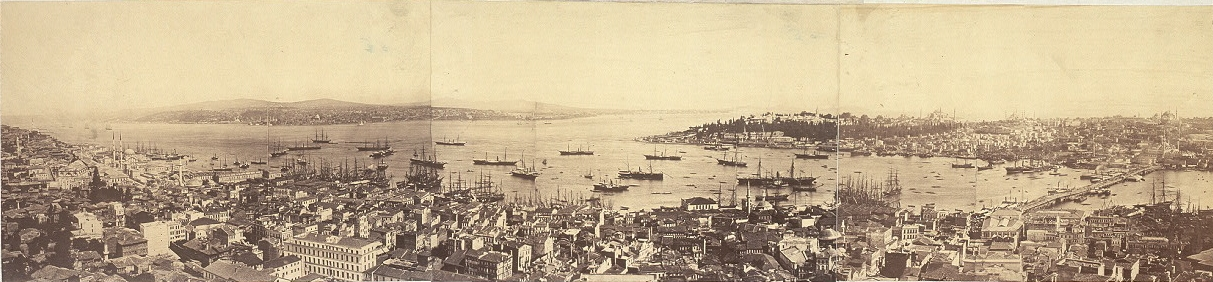
Vista panoramica di Costantinopoli, stampa all'albumina, 1876

Le prime fotografie destarono subito l'interesse e la meraviglia dei curiosi che affollarono le sempre più frequenti dimostrazioni del procedimento. Rimasero sbalorditi dalla fedeltà dell'immagine e di come si potesse distinguere ogni minimo particolare, altri paventarono un abbandono della pittura o una drastica riduzione della sua pratica. Questo non avvenne, ma la nascita della fotografia favorì e influenzò la nascita di importanti movimenti pittorici, tra cui l'impressionismo, il cubismo e il dadaismo.
La fotografia si affiancò e in alcuni casi sostituì gli strumenti di molti specialisti. La possibilità di catturare un paesaggio in pochi minuti e con una elevata quantità di particolari fece della fotografia l'ideale strumento per i ricercatori e i viaggiatori. Particolarmente attivo fu l'editore Lerebours che ricevette grandi quantità di dagherrotipi dalla Grecia, da Medio Oriente, Europa e America che furono trasformati in acquatinte per la pubblicazione nella serie Excursion daguerriennes.
Nonostante questi successi incoraggianti, la fotografia incontrò inizialmente dei problemi nel ritrarre figure umane a causa delle lunghe esposizioni necessarie. Anche se illuminato da specchi che concentravano la luce del sole, immobilizzato con supporti di legno per impedire i movimenti, il soggetto doveva comunque sopportare un'esposizione di almeno otto minuti per ricevere una fotografia in cui appariva con occhi chiusi e un atteggiamento innaturale.
Solo nel 1840 l'introduzione da parte di Joseph Petzval per conto della Voigtländer di un obiettivo di luminosità f/3.6 e dell'aumentata sensibilità della lastra dagherrotipa mediante l'utilizzo di vapori di bromo (John Frederick Goddard) e cloro (Antoine Claudet) permisero esposizioni di soli trenta secondi. La fragilità della lamina argentata fu rafforzata dall'utilizzo di cloruro d'oro per opera di Hippolyte Fizeau, che incrementò anche il contrasto generale.

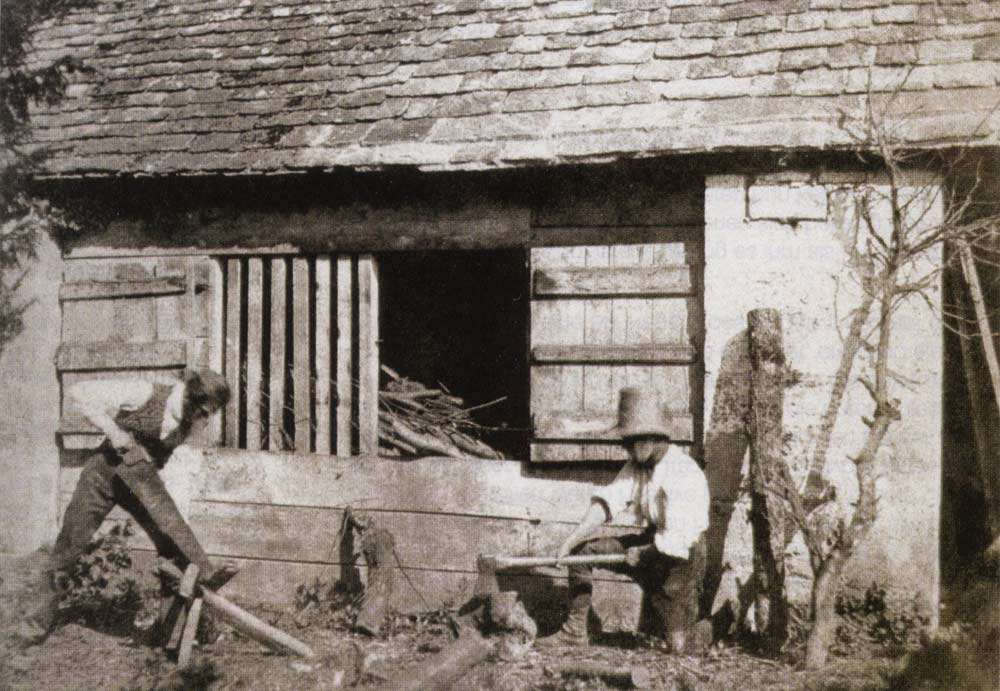
Calotipia di William Fox Talbot del 1842

Il 1841 fu l'anno dell'evoluzione della sciadografia in calotipia ad opera di Talbot, che intuì la possibilità di terminare la trasformazione dei sali d'argento non solo mediante l'azione della luce, ma con l'utilizzo di un nuovo passaggio chiamato sviluppo fotografico. Mentre nella sciadografia l'esposizione continuava fino alla comparsa dell'immagine, nella calotipia l'esposizione venne ridotta a pochi secondi, ed era compito dello sviluppo far apparire l'immagine negativa finale. La carta veniva immersa in una soluzione di nitrato d'argento e acido gallico, esposta e immersa nella stessa soluzione che agisce da rilevatore permettendo la comparsa dell'immagine finale. La stampa necessaria per ottenere il positivo utilizzava il solito cloruro d'argento. Per questo nuovo procedimento Talbot richiese e ottenne un brevetto in Inghilterra, per monetizzare la sua scoperta e seguire l'esempio di Daguerre. Tra il 1844 e il 1846 Talbot produsse in migliaia di copie quello che può essere definito il primo libro fotografico, il The Pencil of Nature, contenente 24 calotipi.
Grazie a questi progressi tecnologici, nuovi laboratori aprirono in tutto il mondo. In America, che ottenne il primato della quantità di dagherrotipi prodotti, la fotografia fu importata da Samuel Morse e dal francese François Gourard. Ottenne un grande successo e nel 1850 si contavano più di 80 laboratori nella sola New York, vennero catturati paesaggi del Canada e della frontiera occidentale. Le lastre argentate furono qui prodotte utilizzando macchine a vapore e con il trattamento elettrolitico, che aumentava la quantità di argento sulla lastra. Questo procedimento fu poi importato in Francia e chiamato il metodo americano.

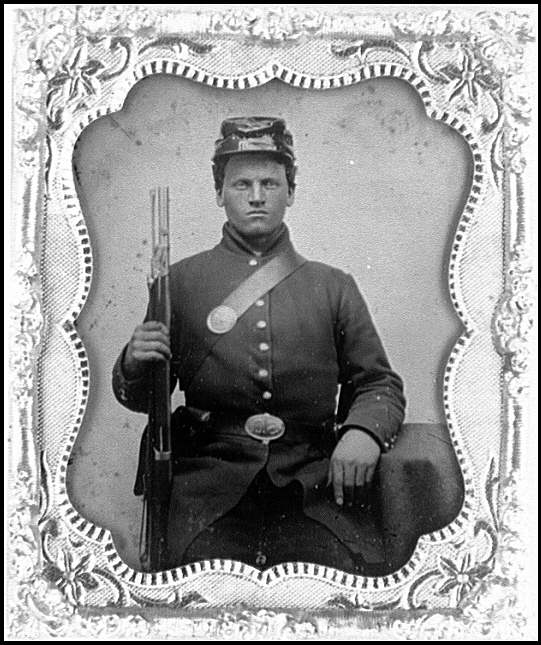
Ambrotipia di un soldato della Guerra di secessione americana, 1860/'65

La moda dei ritratti si sviluppò rapidamente e ne usufruirono tutti i ceti sociali, grazie all'economicità del procedimento. Il dagherrotipo era di solito più apprezzato, perché produceva una sola copia, rendendola quindi più preziosa, e perché di qualità superiore al calotipo, che subiva i difetti dell'utilizzo della carta come supporto per la stampa. I soggetti erano ripresi solitamente in studio, su di uno sfondo bianco, anche se numerosi furono i fotografi itineranti, che si muovevano con le fiere e nei piccoli villaggi. A causa della mortalità ancora elevata, specialmente quella infantile, vennero prodotte anche immagini che ritraevano neonati o bambini deceduti, immortalati su piccole fotografie racchiuse all'interno di ciondoli come ultimo ricordo.
Lo studio di nuovi metodi e la ricerca di materiali per migliorare il processo fotografico non si arrestò. Nel 1851 Frederick Scott Archer introdusse un nuovo procedimento a base di collodio che affiancò e infine sostituì tutte le altre tecniche fotografiche. L'utilizzo del collodio e di lastre in vetro o metallo resero dei negativi di qualità eccezionale, stampati sulle recenti carte albuminate o al carbone. Le lastre al collodio necessitavano di essere esposte ancora umide e sviluppate subito dopo; questa caratteristica, se da un lato permise la consegna immediata del lavoro al cliente, richiese il trasporto del materiale e dei chimici per la preparazione delle lastre nelle attività all'esterno. Il procedimento fu denominato a lastra umida o collodio umido. Dall'intuizione che da un negativo al collodio sottoesposto era possibile ottenere un immediato positivo grazie all'applicazione di una superficie scura sul retro nacquero due tecniche fotografiche, l'ambrotipia brevettata nel 1854 che utilizzò una lastra di vetro, e la ferrotipia, su superficie di metallo, che dette origine al fenomeno del fotografo ambulante.
Una particolare applicazione della lastra umida nacque per soddisfare l'enorme richiesta di ritratti. Brevettata nel 1854 da André-Adolphe-Eugène Disdéri, si componeva di una fotocamera a quattro obiettivi che impressionava una lastra con due esposizioni, per un totale di otto immagini da 10x6 cm, stampati a contatto su carta che, a causa delle piccole dimensioni, vennero chiamati carte de visite.
In Italia i primi giornali illustrati da fotografie furono L'illustrazione italiana (7 novembre 1863) e L'illustrazione universale (3 gennaio 1864).

## L'industria fotografica

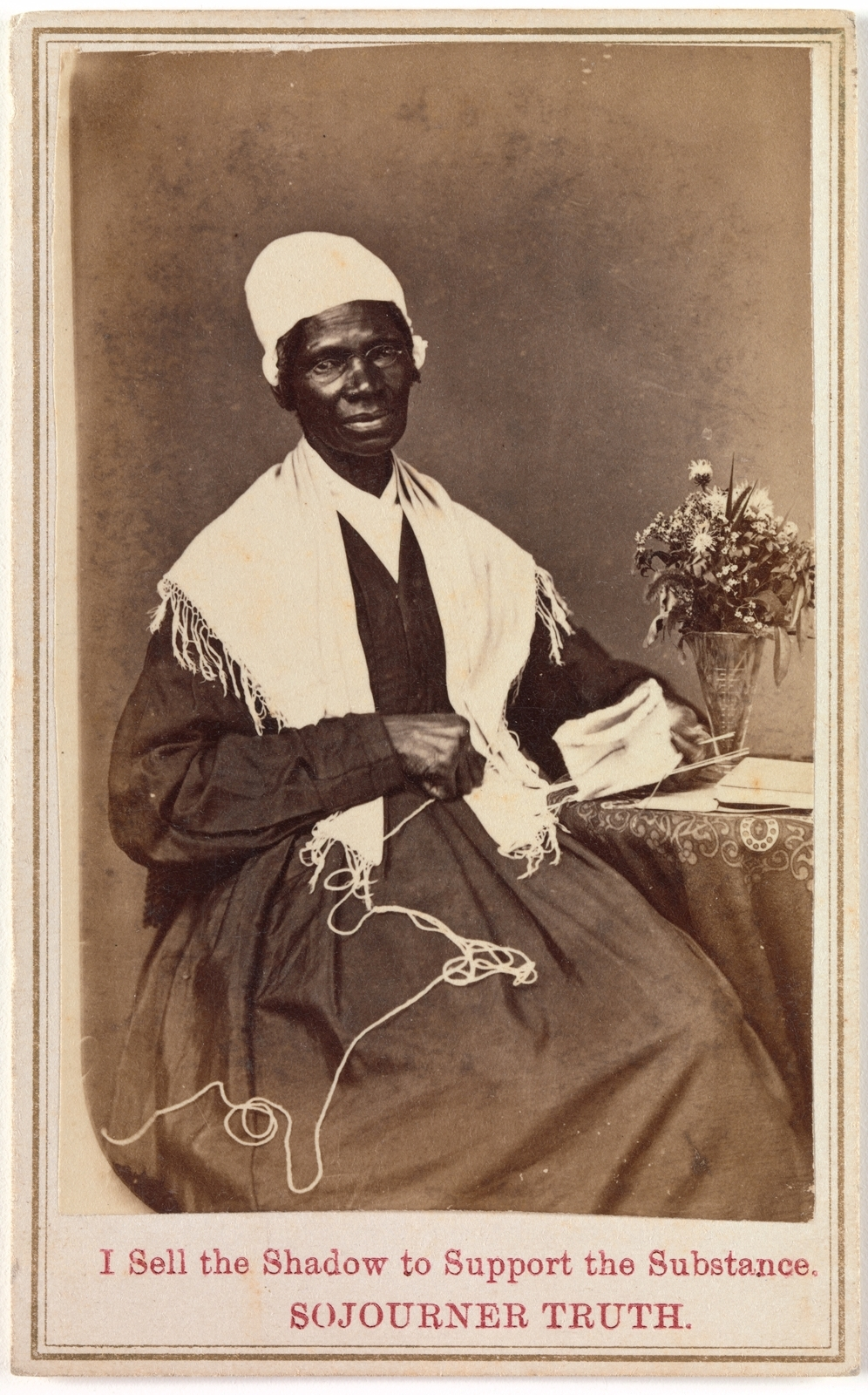
Carte de visite del 1864

La richiesta sempre pressante di materiali, strumenti e fotografie produsse un nuovo mercato di fabbriche e laboratori specializzati. La produzione di carta albuminata richiese l'impiego, nella sola fabbrica di Dresda, di circa 60.000 uova al giorno. I laboratori fotografici divennero delle catene di montaggio dove ogni compito era demandato ad un singolo individuo. Una persona si occupava della preparazione delle lastre, che venivano portate al fotografo per l'esposizione e in seguito assegnate ad un altro collaboratore per lo sviluppo. Infine, le lastre erano pronte per il fissaggio conclusivo in un'altra stanza. Erano inoltre presenti delle assistenti per accogliere i clienti e indicar loro la posa più opportuna.
Il popolare formato a carte de visite fece nascere la moda dell'album fotografico, dove presero posto i ritratti di famiglia e spesso anche di famosi personaggi dell'epoca. In America si vendettero oltre mille fotografie dell'eroe di Fort Sumter, il maggiore Robert Anderson e in Inghilterra vennero prodotte un gran numero di immagini raffiguranti i reali.
Anche la fotografia paesaggistica fornì elevate quantità di cartoline raffiguranti vedute, monumenti, quartieri o edifici storici da consegnare al turista in visita. Nel 1860 in Scozia, il laboratorio di George Washington Wilson produsse più di tremila fotografie al giorno, utilizzando dei negativi di vetro posti a contatto su carta albuminata, trasportata su nastri all'aperto per l'esposizione alla luce solare.
La necessità di produrre lenti e apparecchiature fotografiche vide la nascita e lo sviluppo di importanti aziende fotografiche, che grazie al loro impegno e sviluppo portarono numerose innovazioni anche nel campo dell'ottica e della fisica. Già nella seconda metà del 1800 furono fondate aziende importanti come la Carl Zeiss, la Agfa, la Leica, la Ilford, la Kodak e la Voigtländer.
Alle soglie del 2011 nella rivista fotografica Italiana FotoCult prese atto che "l'era della fotografia analogica di massa" era chiusa.

## La fotografia come arte

### La sensibilità artistica

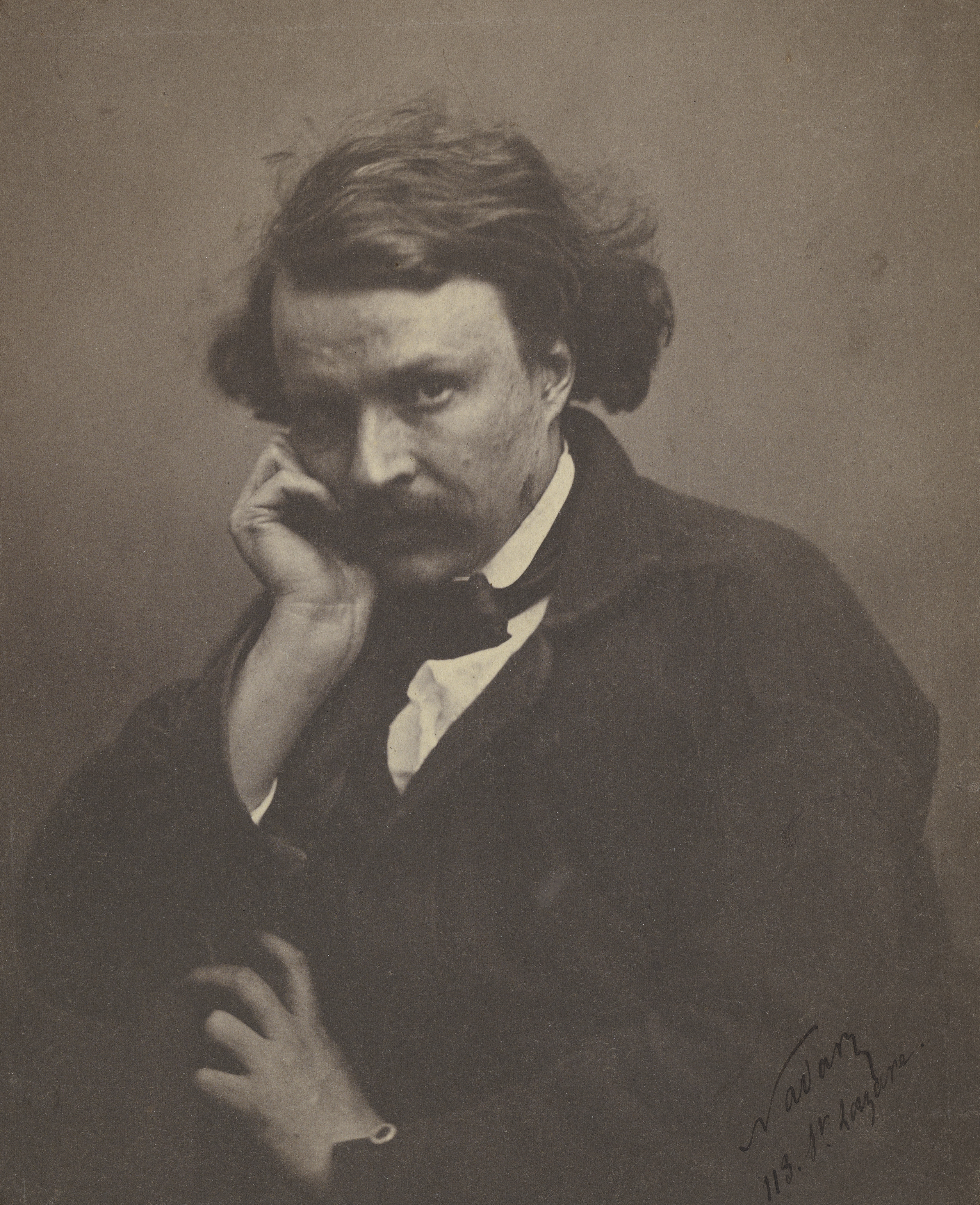
Nadar (autoritratto), stampa su carta salata, 1855 circa

Le carte de visite e tutte le immagini prodotte in tirature elevate risultavano di bassa qualità a causa della meccanizzazione dell'inquadratura e dello sviluppo. Alcuni laboratori imposero però uno stile estetico più ricercato, producendo ritratti più attenti al carattere del soggetto, utilizzando pose audaci, inquadrature più ravvicinate e illuminazioni studiate. A capo di questi laboratori troviamo solitamente dei pittori, scultori o artisti riconvertiti alla fotografia, che adottarono le tecniche delle arti maggiori anche nel nuovo procedimento. Si fecero portatori di questo nuovo corso gli studi di Nadar, un parigino dalla forte personalità che si rese noto anche per la prima fotografia aerea della storia nel 1858 a bordo di un pallone aerostatico corredato da camera oscura, e il laboratorio di Étienne Carjat. Davanti ai loro obiettivi si trovarono molti dei più importanti personaggi del periodo, come Charles Baudelaire, Gustave Courbet e Victor Hugo.
Ambientazioni particolari, drappeggi di velluto e luci soffuse esaltarono il soggetto, e dove non arrivava la scenografia si utilizzò il ritocco della fotografia, ammorbidendo i segni dell'età o cancellando imperfezioni. La tecnica del ritocco è stata sempre un'attività discussa tra chi intende la fotografia come un documento della realtà e chi vuole uno strumento flessibile per migliorare o realizzare la visione artistica del fotografo.
L'approccio estetico alla fotografia richiese l'adozione di alcune tecniche per introdurre degli effetti pittorici e rendere l'immagine comparabile al dipinto, per questo furono utilizzate la doppia esposizione e il fotomontaggio. L'artista svedese Oscar Rejlander utilizzò trenta negativi diversi nella famosa immagine Le due strade della vita del 1857, mentre il fotografo Gustave Le Gray, per eliminare l'effetto della solarizzazione a cui erano soggette le emulsioni di quel periodo, espose due negativi con tempi diversi, uno per il cielo e uno per il paesaggio, stampandoli poi insieme. Questa tecnica è tuttora utilizzata per estendere la latitudine di posa.

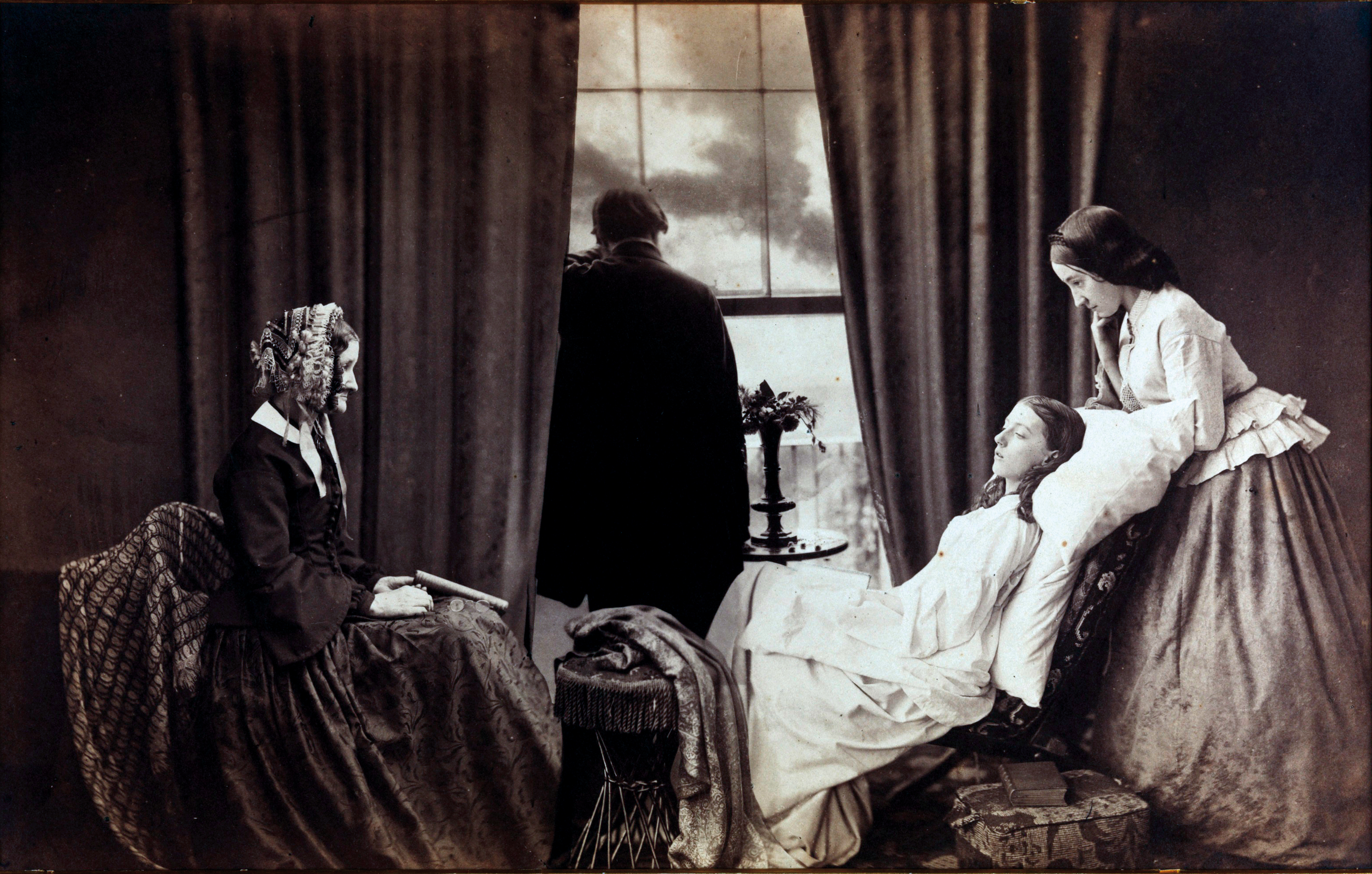
Fading Away di Henry Peach Robinson, 1858

Nel 1858 l'immagine Fading away di Henry Peach Robinson, raffigurante una giovane ragazza sul letto di morte circondata dai suoi parenti, venne criticata a causa del soggetto drammatico, ritenuto non opportuno per un'immagine fotografica, considerata ancora solo uno strumento per documentare la realtà e non per interpretarla artisticamente. Se da un lato la fotografia si adoperò per imitare la pittura, quest'ultima utilizzò sempre più frequentemente il dettaglio prodotto dalle fotografie come studio per la realizzazione dei quadri. Ne fecero uso William Powell Frith per Derby day e anche Eugène Delacroix per la gestualità dei personaggi, nonché altri pittori del periodo.
Nel 1866 Peter Henry Emerson dichiarò la fotografia arte pittorica, elogiando l'utilizzo della neonata tecnica di stampa al platino, della fotoincisione e della sfocatura controllata per sfumare il soggetto, anche se in seguito ritrattò dichiarando che la fotografia era inferiore alla pittura. Nonostante questo, la fotografia pittorica o pittorialismo conquistò diversi circoli fotografici, come il Klub der Amateur-Photographen che nel 1891 organizzò una mostra con immagini scelte secondo il gusto estetico di una giuria di scultori e pittori, a cui seguì una serie di esposizioni annuali intitolate The Photographic Salon organizzate dal circolo Linked Ring.

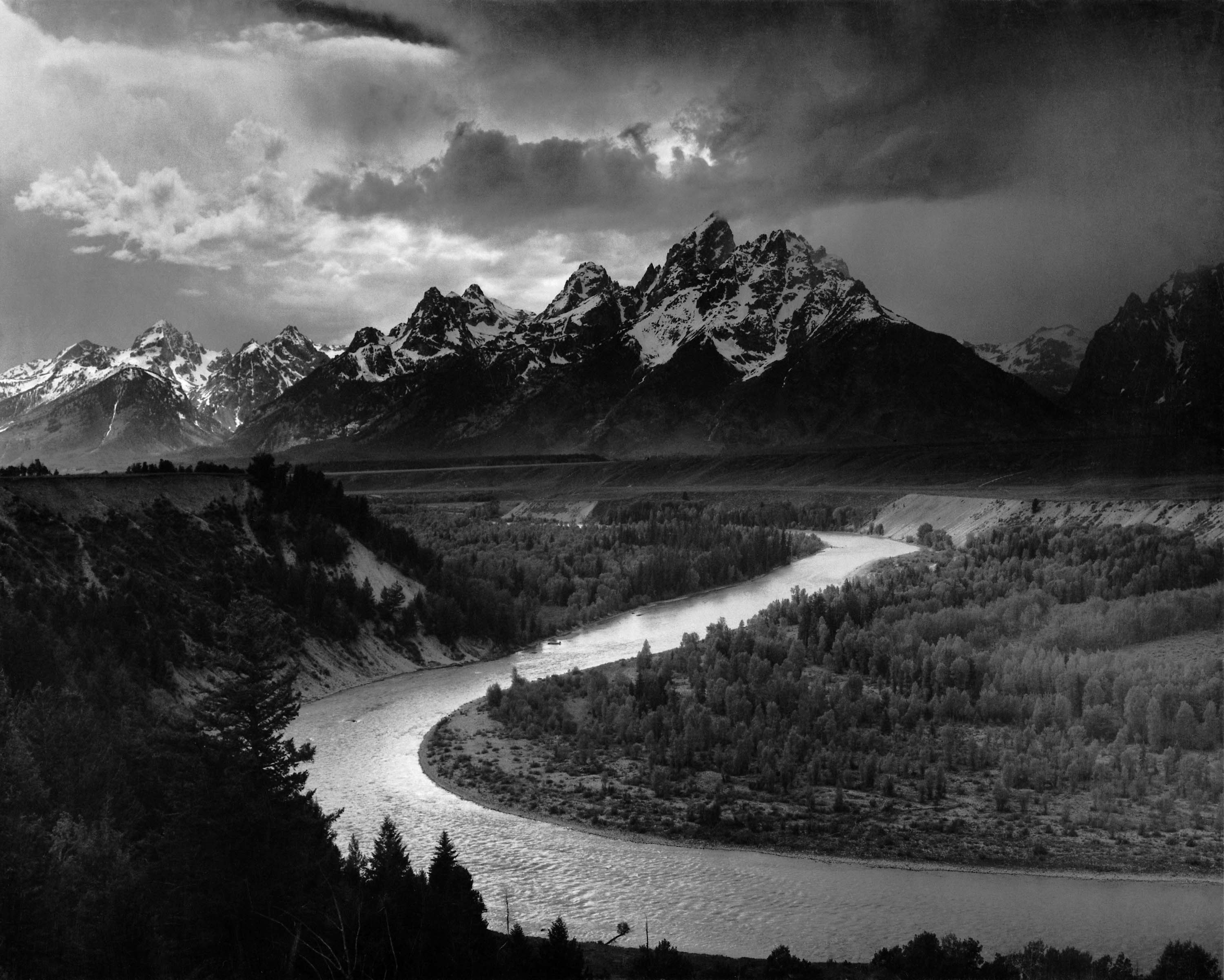
The Tetons and the Snake River di Ansel Adams, 1942

Nel 1894 fecero la comparsa al Photographic Salon delle immagini prodotte da Robert Demachy con il procedimento alla gomma bicromatata, che rendeva l'immagine molto simile ad un dipinto o ad un disegno. Protagonista delle mostre europee, direttore della rivista fotografica Camera Work, Alfred Stieglitz fondò il 17 febbraio 1902 il circolo fotografico Photo-Secession insieme a importanti fotografi affermati come Edward Steichen, Clarence H. White, Edmund Stirling, Gertrude Käsebier. Frank Eugene. Fotografo brillante e acuto innovatore, Stieglitz utilizzò diversi procedimenti fotografici e fu tra i primi a utilizzare un apparecchio portatile per foto artistiche, lasciando ai posteri splendide immagini in ogni genere fotografico.
L'inizio del nuovo secolo vide la negazione della fotografia come imitazione della pittura, a cui seguì quindi l'abbandono di tutte quelle tecniche che trasformavano l'immagine simulando i tratti del pennello. Il nuovo corso propendeva verso la fotografia pura, diretta, come strumento estetico fine a sé stesso. Nacque quindi nella prima metà del '900 negli Stati Uniti il movimento della Straight photography, che invitò i fotografi a scendere nelle strade della gente comune e della classe operaia, ritraendo cantieri, metropoli, cieli drammatici, alla ricerca della forma pura o ripetuta, astratta, estetica comune al cubismo e ai nuovi movimenti artistici derivati. A questo nuovo movimento contribuirono autori come Paul Strand, Charles Sheeler, Edward Steichen, Francis Bruguière, Edward Weston. L'opera di quest'ultimo, alla ricerca della tecnica perfetta e della nitidezza assoluta, diede spirito ad un'associazione di fotografi in cui figuravano Ansel Adams, Imogen Cunningham, John Paul Edwards, Sonya Noskowiak, Henry Swift, Willard Van Dyke e lo stesso Weston per la formazione del Gruppo f/64, dal valore in cui il diaframma fornisce la migliore resa ottica (col formato 24x36 si potrebbe parlare idealmente di f/8) ed una buona profondità di campo nitido. Infatti il Gruppo f/64 operava per lo più con attrezzature di grande formato a corpi mobili, proprio per ottenere maggiore risoluzione, ingrandimenti e qualità fotografiche, sfruttando anche le possibilità di controllo del banco sulle riprese.
La ricerca di nuove forme e di punti di vista eccentrici incontrarono i movimenti d'avanguardia del XX secolo. Vennero reinterpretate tecniche desuete come la stenoscopia, reinventata da Christian Schad nella schadografia. L'indagine astratta portò alla messa a punto di nuovi procedimenti, quali la vortografia, inventata nel 1917 da Alvin Langdon Coburn, la rayografia, il fotomontaggio o collage, utilizzato dai dadaisti. Esponenti delle nuove forme artistiche furono più tardi Man Ray, El Lissitzky, Aleksandr Rodchenko, Paul Citroen.

### Il Salon del 1859

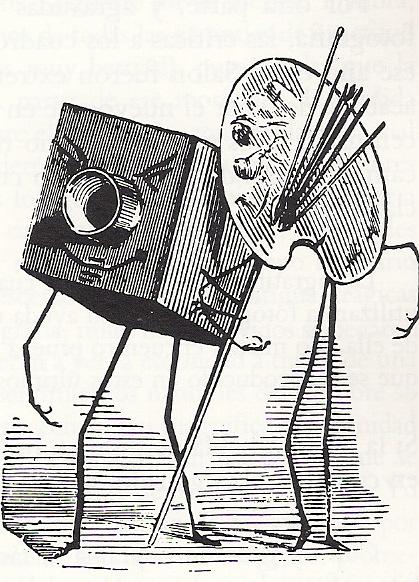
“La peinture offrant à la photographie une toute petite place à l'exposition des Beaux-arts. Enfin!“, Nadar, “Journal Amusant“, 1859.

Nel 1859 il governo francese cedette finalmente alle pressioni concordi della Société française de photographie e dei suoi sostenitori. Autorizzato dal Ministro di Stato e dal Direttore Imperiale delle Belle Arti, un Salon di fotografia entrò a far parte delle esposizioni annuali del Palais de l’Industrie.
La mostra segnò un vero successo, con recensioni più che favorevoli. Le fotografie vennero confrontate con le pitture e giudicate con lo stesso metro.
I critici furono quell'anno severissimi con i quadri condizionati dalla fotografia come Ernest Chesneau, che rimproverava ai pittori di non riconoscere il proprio debito verso la macchina fotografica, soprattutto quando i loro quadri denunciavano così chiaramente il fatto.
“Abbasso l'arte corrotta!”, decretò.
Tra tutte le critiche, la più dura fu quella con cui Charles Baudelaire recensì il Salon del 1859: «È sorta in questi deplorevoli giorni, una nuova industria che ha contribuito non poco a confermare nella sua fede la dappocaggine e a rovinare ciò che poteva restare di divino nello spirito francese. L'arte va di giorno in giorno perdendo il rispetto di stessa, si prosterna davanti alla realtà esteriore, e il pittore diventa sempre più incline a dipingere non già quello che sogna, ma quello che vede.»
La questione dei rapporti tra arte e fotografia era problematica: perché la fotografia fosse considerata arte era necessario dimostrare che al fotografo fosse possibile manipolare il suo strumento come il pittore faceva con i suoi. Fino a che punto poteva controllare la luce, organizzare la composizione, modificare l'apparenza reale?
Menut Alophe, che dopo aver fatto litografie per “Le Chiarivari" aveva abbracciato la professione di fotografo, scrisse nel 1861 un breve saggio, “Le passè, le prèsent et l'avenir de la photographie", in cui sostenne che la fotografia è un’arte, pur facendo un’accurata distinzione tra il fotografo artista e il fotografo meccanico. I sentimenti del fotografo, egli fece notare, si possono trasferire sulla riproduzione fotografica così com'egli vuole, alla stessa guisa che l’artista può trasferire i suoi sentimenti nei suoi quadri.

### Il processo Mayer e Pierson
Il problema della possibile collocazione della fotografia all’ interno delle arti costituì il tema centrale di un processo importante celebrato davanti ai tribunali francesi nel 1861 e conclusosi nel 1862.
I fotografi Mayer e Pierson avevano accusato altri due fotografi di aver riprodotto alcune loro fotografie di Lord Palmerston e del conte di Cavour. Le immagini di personaggi famosi spesso garantivano lauti guadagni ai fotografi e i querelanti rivendicavano la protezione delle leggi francesi sui diritti d’autore del 1793 e del 1810. Poiché queste tuttavia si applicavano soltanto alle arti, bisognava che prima la fotografia fosse riconosciuta legalmente come arte.
Nella sentenza emessa il 4 luglio 1862, il procuratore generale dichiarò davanti alla corte che la fotografia è un’arte e che quindi sarebbe stata protetta dagli stessi statuti che governano le altre arti.
Il processo Mayer e Pierson tuttavia non era ancora chiuso; infatti quello stesso autunno fu presentata una petizione alla corte, per protestare contro la sua sentenza, recava le firme di un numero impressionante di artisti, capeggiati da Ingres.
Il testo recitava: Considerato che in processi recenti la corte è stata costretta a occuparsi della questione se la fotografia debba essere ritenuta un’arte bella e ai suoi prodotti debba essere concessa la stessa protezione di cui godono le opere degli artisti; considerato che la fotografia consiste in una serie di operazioni esclusivamente manuali che esigono, senza dubbio, una certa abilità nelle necessarie manipolazioni, ma non si risolvono mai in opere che possa in qualsivoglia circostanza essere paragonate a quelle che sono frutto dell’intelligenza e dello studio dell’arte: per questi motivi, i sottoscritti artisti protestano contro qualsiasi paragone che possa essere fatto fra fotografia e l’arte.
Molti artisti, tra cui Delacroix, si rifiutarono di firmare.
Il 28 novembre 1862 la corte respinse la petizione e confermò la precedente sentenza, affermando che la fotografia può essere il prodotto del pensiero e dello spirito, del gusto e dell'intelligenza, e può recare l'impronta della personalità. La fotografia può essere arte.

## La pittura e la fotografia
La bolla di inferiorità rispetto alla pittura fu attribuita alla fotografia fin dalla sua prima diffusione. Poteva uno strumento tecnico (chimico/ottico/meccanico) esprimere una sensazione artistica individuale?
A parte le posizioni della chiesa «Voler fissare visioni fuggitive [...] confina con il sacrilegio.» la resistenza alla diffusione della fotografia ebbe prevalentemente ragioni economiche e sociali. L'affermazione sociale della media borghesia, nei primi anni dell'Ottocento, aveva generato un forte aumento della richiesta di piccoli ritratti in forma di miniature, dipinti ad olio, ceramiche, incisioni; con l'introduzione della fotografia un gran numero di ritrattisti: pittori, incisori, miniaturisti, si trovarono ad un bivio: abbracciare la nuova tecnica o perdere clientela. La resistenza non poteva che farsi sentire. Furono probabilmente i pittori meno apprezzati, che poco avevano da perdere, a sposare la nuova tecnologia del ritratto fotografico.
Probabilmente a ragione Charles Baudelaire si scagliava contro «l'industria fotografica [...] rifugio di tutti i pittori mancati, maldotati o troppo pigri per completare i loro studi...»; ma tale veemenza non era probabilmente rivolta verso la fotografia come disciplina quanto ai suoi primi addetti. Baudelaire era infatti un conoscitore della nuova tecnica fotografica in quanto amico ed ammiratore di uno di questi pittori mancati, Nadar, di cui diceva « [...] sono geloso nel vederlo riuscire così bene in tutto ciò che non è astratto...».
E ancora il poeta Alphonse de Lamartine, che nel 1858 definiva la fotografia «un'invenzione del caso che non sarà mai un'arte ma un plagio della natura da parte dell'ottica», nel 1859 cambiò diametralmente opinione affermando:  « [...] [la fotografia] è più di un'arte, è il fenomeno solare dove l'artista collabora con il sole.»

Charles Baudelaire nel IV ritratto di Nadar e nella litografia di Édouard Manet

La disputa alimentò se stessa, ma nella sostanza era chiaro che la fotografia avrebbe affiancato la pittura e con essa si sarebbe integrata come dimostrano le ispirazioni reciproche presenti fin dagli esordi.
Per rimanere nel contesto delle amicizie di Nadar, si veda ad esempio la litografia di Édouard Manet in cui il ritratto di Baudelaire appare liberamente ispirato al quarto ritratto che Nadar fece del poeta suo amico.
Fu però László Moholy-Nagy, nelle sue lezioni al Bauhaus, a formalizzare definitivamente il rapporto tra le due arti. «Nel procedimento meccanicamente esatto della fotografia e del cinema, noi possediamo un mezzo espressivo per la rappresentazione che funziona molto meglio del procedimento manuale di pittura figurativa sinora conosciuto. D'ora in poi la pittura si potrà occupare della pura organizzazione del colore». Anch'egli sostenitore delle ispirazioni reciproche, relativamente all'immagine Parigi, di Alfred Stieglitz, del 1911, commentava: «La vittoria dell'Impressionismo, oppure la fotografia malintesa. Il fotografo si è fatto pittore, invece di usare il suo apparecchio fotograficamente.»
Già dalle lezioni al Bauhaus, attorno al 1925, divenne quindi chiaro come tutte le forme di espressione collaborino nel costituire un linguaggio simbolico condiviso, sul quale si basa la comprensione del messaggio trasmesso dall'artista. Fondamentale, nella dimostrazione di questo concetto, fu però il lavoro di Ernst H. Gombrich che in molti dei suoi scritti ebbe a sottolineare l'importanza di un dizionario simbolico comune al fine della comunicazione del messaggio artistico. Nel A cavallo di un manico di scopa (1963) l'autore afferma: «Un'opera d'arte di assoluta originalità - ammesso che sia pensabile - comunicherebbe poco o nulla, e così pure un lavoro di cui si potesse prevedere di tutto punto il carattere.»
Il tempo delle dispute tra fotografia e pittura era ormai ampiamente alle spalle e la fotografia entrava a pieno titolo nelle collezioni dei musei d'arte moderna e nelle aste d'arte.
L'arte della fotografia si specializzò nel Novecento in varie branche, spaziando da quella dedicata all'architettura (di cui un esponente è l'italiano Paolo Monti) e alla vita sociale di tutta Europa (come Willem van de Poll) fino alle più stravaganti, come quella basata sui negativi fotografici (di cui un esperto divenne il neozelandese Tudor Collins).
Satiric Dancer di André Kertész è stata battuta per 228 500 sterline il 15-5-2008 (Sale 7584) da Christie's, King Street, Londra.

## Il documento fotografico
(Susan Sontag, 1973, pag.139)

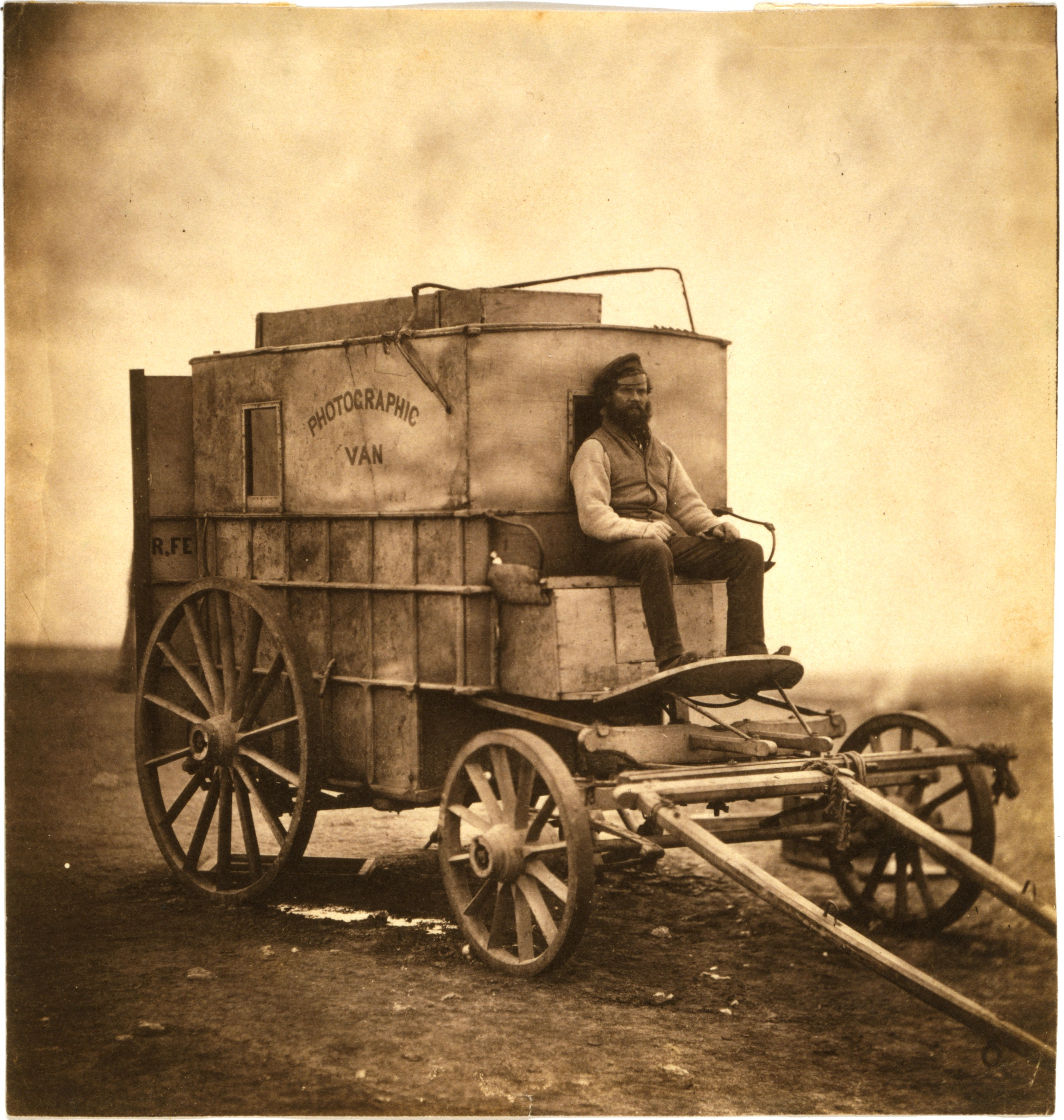
Il carro di Roger Fenton in Crimea, 1855

La fotografia divenne strumento inseparabile del viaggiatore e del giornalista, che la utilizzò per divulgare gli eventi e i luoghi meno accessibili. I primi fotografi di viaggio dovettero trasportare l'ingombrante attrezzatura necessaria alla produzione di immagini con i primitivi procedimenti al collodio umido. I primi reportage nacquero già a metà ottocento. Stefano Lecchi documentò l'assedio di Roma che portò alla Repubblica Romana del 1849. Nel 1855, quando Roger Fenton trasportò sui campi di battaglia della Crimea un carro trainato da cavalli con tutto l'occorrente per la preparazione e lo sviluppo delle lastre di vetro. Felice Beato fotografò in India e in Cina, dove documentò il drammatico esito della seconda guerra dell'oppio. Ma non solo la guerra impegnò i fotografi. Grazie al lavoro di William Henry Jackson il Congresso istituì il Parco Nazionale di Yellowstone e nel 1888 venne fondata la National Geographic Society, che finanziò numerose spedizioni nel mondo.
Molti incarichi vennero affidati dalle istituzioni per la documentazione delle opere d'arte e delle città. Vennero prodotti dei reportage dei sobborghi di Glasgow e di altre città importanti, spesso accompagnate da studi sociologici e di analisi della popolazione.
La popolazione apprezzò particolarmente le cartoline di città prodotte in quantità considerevoli e la stereografia, procedimento che mediante l'utilizzo di due fotografie ravvicinate rendeva la sensazione della tridimensionalità. Questo procedimento, grazie all'utilizzo di obiettivi di lunghezza focale ridotta, permise la cattura di figure in movimento, stimolando la ricerca verso questo campo. Eadweard Muybridge per primo riuscì a catturare il trotto di un cavallo utilizzando una batteria di apparecchi fotografici, Ottomar Anschütz realizzò il primo otturatore sul piano focale, ma l'utilizzo di tempi sempre più brevi richiese l'adozione di nuovi materiali sensibili, di preparazione più rapida.

### Argento portatile
Nel 1871 Richard Leach Maddox mise a punto una nuova emulsione, preparata con bromuro di cadmio, nitrato d'argento e gelatina. Questo nuovo materiale venne adottato solo sette anni dopo, a seguito dei miglioramenti introdotti da Richard Kennet e Charles Harper Bennet. Le lastre così prodotte permisero un trasporto più agevole perché non necessitavano più della preparazione prima dell'esposizione. Questo supporto molto più pratico fu adottato da una nuova categoria di strumenti fotografici, gli apparecchi portatili. Il 1888 vide la nascita della Kodak N.1, una fotocamera portatile con 100 pose già precaricate al prezzo di 25 dollari, introdotta da George Eastman con lo slogan «Voi premete il bottone, noi faremo il resto». Inizialmente il materiale fotosensibile era cosparso su carta che, nel 1891, venne sostituita con una pellicola di celluloide avvolta in rulli, la moderna pellicola fotografica.
Inizialmente senza mirino, l'evoluzione della fotocamera portò all'introduzione di un secondo obiettivo per l'inquadratura e successivamente un sistema a pentaprisma e specchio nella Graflex del 1903, la prima single lens reflex.

### L'istantanea
L'Ermanox, una fotocamera con obiettivo da f/2, portato successivamente a f/1.5, permise l'ingresso dei fotografi come Erich Salomon nei salotti e nei palazzi, per ritrarre politici e personaggi famosi. Le fotografie divennero istantanee della vita quotidiana e i fotografi si mescolarono alla gente comune, tra di essi anche coloro, e furono in molti, che divennero i cosiddetti fotografi ambulanti. All'Ermanox si affiancò nel 1932 la Leica, con obiettivo 50mm f/3.5, che introdusse il formato che divenne standard, il 35mm. Questa macchina fu adottata con profitto grazie alla sua maneggevolezza e discrezione da importanti fotografi di reportage come Henri Cartier-Bresson e Walker Evans, oppure artisti come André Kertész. Il flash si trasformò da un incontrollato lampo di magnesio del 1888 in un sistema efficiente e regolabile con il Vacu-Blitz nel 1929, che rese possibile al fotografo lavorare in qualsiasi condizione di luce.
Edwin Land con il mod. 95 mise in commercio la prima fotocamera con una pellicola a sviluppo istantaneo, che permise alla Polaroid di vendere milioni di apparecchi per fotografie autosviluppanti. Negli anni settanta inizia anche la produzione della Kodak Instant. Le pellicole di questa fotocamera, anch'esse autosviluppanti, a differenza delle Polaroid, erano rettangolari e l'immagine sulla superficie misurava 9 x 6,8 cm. Dopo aver perso una battaglia di brevetti con la Polaroid Corporation, Kodak ha lasciato il business Instant Camera il 9 gennaio 1986.

## Il colore
Nella fotografia in bianco e nero i diversi colori sono resi con semplici sfumature di grigio e questa rappresentazione è spesso insufficiente a riprodurre alcuni toni di colore, che finiscono per confondersi. A sottolineare questo effetto, le prime lastre fotografiche, che avevano una sensibilità diversa ai colori, riproducevano il bianco e il blu con la stessa luminosità, ma anche il giallo e il rosso. Nell'Ottocento furono prodotte le prime lastre ortocromatiche, che reagivano correttamente alle tonalità del blu ma non al rosso e all'arancione. Solo agli inizi del XX secolo le lastre pancromatiche permisero una corretta distinzione dello spettro luminoso nella fotografia in bianco e nero.
La necessità di rendere le immagini sempre più simili al vero richiese l'intervento manuale del fotografo dopo lo sviluppo della lastra. Per sopperire alla mancanza di colore molti fotografi agirono direttamente sulle immagini, utilizzando i pigmenti dell'anilina per sfumare e rafforzare molti ritratti. Nonostante la richiesta sempre pressante da parte dei clienti di immagini a colori, si dovettero attendere gli studi del fisico inglese James Clerk Maxwell che nel 1859 dimostrò con un procedimento definito mescolanza additiva, la possibilità di ricreare il colore sovrapponendo la luce rossa, verde e blu, chiamati colori primari.
Dieci anni più tardi Louis Ducos du Hauron mise a punto il procedimento che aprì la strada alle emulsioni a colori. Denominato sottrattivo, utilizza i colori complementari o primari sottrattivi.
Applicazione del metodo additivo è la lastra Autochrome dei fratelli Lumière, prodotta nel 1903 (di cui un illustre esempio ne è l'archivio fotografico Les archives de la planète). La pellicola fotografica di tipo invertibile è figlia del Kodachrome (1935) e dell'Ektachrome (1942), che utilizzarono il metodo sottrattivo con tre differenti strati sensibili, mediante filtri colorati, alle tre frequenze di luci corrispondenti all'azzurro, al rosso e al verde.
La pellicola per negativi a colori ebbe origine dalla Kodacolor del 1941, dove è presente l'inversione delle luci e dei colori. La Ektacolor della Kodak, messa in commercio nel 1947, permise lo sviluppo casalingo della pellicola negativa a colori.

## Il digitale
Il progresso dell'elettronica permise di adottare alcune delle ultime scoperte anche nell'acquisizione delle immagini. Nel 1958 Russell Kirsch trasformò una fotografia del figlio in un file attraverso un prototipo di scanner d'immagine. Nel 1972 la Texas Instruments brevettò un progetto di macchina fotografica senza pellicola, utilizzando però alcuni componenti analogici. La prima vera fotografia ottenuta attraverso un processo esclusivamente elettronico fu realizzata nel dicembre 1975 nei laboratori Kodak dal prototipo di fotocamera digitale di Steven Sasson. L'immagine in bianco e nero del viso di un assistente di laboratorio fu memorizzata su un nastro digitale alla risoluzione di 0,01 Megapixel (10 000 pixel), utilizzando il CCD della Fairchild Imaging.
Le altre ricerche sulla fotografia digitale per uso di massa furono rallentate dai continui miglioramenti delle fotocamere a pellicola, che proposero modelli sempre più semplici e comodi da usare, come la Konica C35-AF del 1977, il primo modello di fotocamera totalmente automatica. Solo quando le emulsioni fotografiche non permisero ulteriori miglioramenti e la tecnologia digitale raggiunse un livello qualitativo equiparabile, allora l'interesse dei consumatori si trasferì sul nuovo procedimento. Il settore in cui un sensore digitale è stato visto e seguito ben prima che nella classica fotografia reflex amatoriale o professionale, è stata la fotografia astronomica.
Il digitale sostituì la pellicola nei settori dove la visione istantanea del risultato era un fattore determinante, come nel giornalismo, che usufruì anche della facilità di trasmissione delle immagini via internet. Inoltre la produzione di un gran numero di compatte digitali totalmente automatiche invase il mercato riscontrando il favore del fotografo occasionale, che poté conservare e rivedere le immagini direttamente nella fotocamera.
Il digitale è acclamato come una rivoluzione della fotografia, ma si possono ottenere dei buoni risultati con le regole dei pionieri del XIX secolo, dove era importante una buona esposizione e un'attenta composizione dell'immagine; tuttavia nuove tecniche che tengono conto delle successive elaborazioni fin da prima dello scatto, hanno dato un nuovo afflato a tecniche ben consolidate, rinvigorendo l'interesse dei fotoamatori evoluti e dando potentissimi strumenti a tutti quei professionisti (ed artisti) che svolgono la propria attività gravitando tra la "fotografia pura" e la grafica pittorica.